# Сотников, Виктор (легкоатлет)
Виктор Сотников (род. 12 сентября 1974) — российский легкоатлет, специалист по тройным прыжкам. Выступал за сборную России по лёгкой атлетике в середине 1990-х годов, победитель и призёр первенств национального значения, участник летних Олимпийских игр в Атланте. Представлял Санкт-Петербург.

## Биография
Виктор Сотников родился 12 сентября 1974 года. Занимался лёгкой атлетикой в Санкт-Петербурге.
Впервые заявил о себе на взрослом всероссийском уровне в сезоне 1995 года, когда успешно выступил на чемпионате России в Москве — с результатом в 16,81 метра изначально занял в тройном прыжке второе место, но после дисквалификации победителя Василия Сокова поднялся в итоговом протоколе на первую позицию.
В 1996 году стал серебряным призёром на зимнем чемпионате России в Москве, выступил на чемпионате Европы в помещении в Стокгольме, с личным рекордом в 17,11 метра выиграл серебряную медаль на летнем чемпионате России в Санкт-Петербурге. Благодаря череде удачных выступлений удостоился права защищать честь страны на летних Олимпийских играх в Атланте — прыгнул здесь на 16,84 метра, расположившись в итоговом протоколе соревнований на девятой строке.
Впоследствии оставался действующим спортсменом вплоть до 1998 года, хотя в последнее время уже не показывал сколько-нибудь значимых результатов на международной арене.
Женат на известной российской легкоатлетке Ольге Сотниковой (Рублёвой), выступавшей на двух Олимпийских играх.